# American Film Institute
American Film Institute (AFI) er en amerikansk filmorganisation grundlagt den 5. juni 1967. Organisationen har hovedsæde i Los Angeles, Californien.